# Onofrio Bartolini
Onofrio Bartolini de' Medici (Italia, 1508 – Pisa, 27 dicembre 1555) è stato un arcivescovo cattolico italiano.

## Biografia
Fu amministratore apostolico dell'Arcidiocesi di Pisa dal 1519 al 27 dicembre 1555, giorno della sua morte. Varie fonti testimoniano la sua fama di uomo onesto e prudente. Durante il sacco di Roma (1527) resistette in Castel Sant'Angelo con papa Clemente VII.

## Genealogia episcopale
La genealogia episcopale è:
- Cardinale Antonio Pucci
- Arcivescovo Onofrio Bartolini de' Medici